# Laquintasaura
Laquintasaura là một chi khủng long, được Barrett Butler Mundil Scheyer Irmis & Sánchez-Villagra mô tả khoa học năm 2014.